# 日之出町站

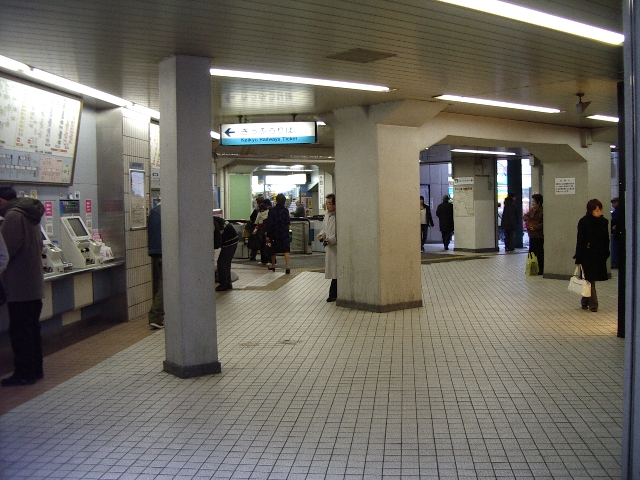
車站閘口（2007年2月24日）

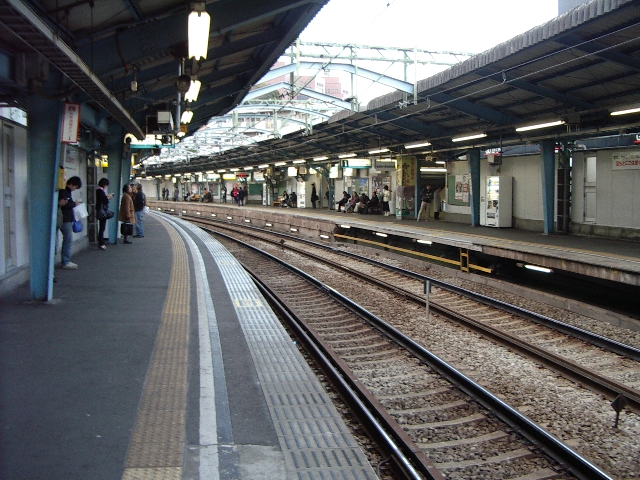
月台（2007年2月24日）

日之出町站（日语：／ Hinodechō eki */?）位於日本神奈川縣橫濱市中區日之出町，是屬於京濱急行電鐵本線的鐵路車站。車站編號是KK39。

## 歷史
本站在京急前身京濱電氣鐵道時期與湘南電氣鐵道實施直通運轉，橫濱 - 日之出町間屬於京濱電氣鐵道，日之出町 - 黃金町間屬於湘南電気鐵道。
過去曾是急行停靠站，1999年7月31日改點廢除本線京急蒲田以南至逗子線逗子·葉山站的急行班次。
- 1931年（昭和6年）12月26日 - 車站啟用。
- 1999年（平成11年）7月31日 - 改點，只停靠普通電車。
- 2010年（平成22年）5月16日 - 改點，成為新設的機場急行停靠站。
- 2020年（令和2年）3月 - 加註副站名「野毛山動物園」（野毛山動物園）[3]。

### 站名由來
站名取自當地地名。1871年在久良岐郡太田村町屋所在地設置日之出町。是所謂的瑞祥地名。

## 車站結構
本站為高架車站，月台配置為側式月台，同時設置2條路軌，月台長度對應八輛編組。剪票口僅有一處，可從日之出町交差點側與巴士站側出入。
在京急廣設無障礙設施前，本站就已設置電梯。
2號線月台有三浦半島的瓷磚藝術。
橫濱站至本站附近有限速40 - 70km/h的連續彎道，列車須減速進站。由於月台位於彎道上，下行線月台間隙較大，因此月台設有關門提示燈，早晨、深夜以外時段有站員常駐。另外，尖峰時刻的上行月台亦有站員駐守。
由於站旁有場外馬券賣場「WINS橫濱」。因此在賽馬日人潮較多，上下月台會配置多名站員確認安全。

### 月台配置
| 月台 | 路線 | 方向 | 目的地                                 |
| ---- | ---- | ---- | -------------------------------------- |
| 1    | 本線 | 下行 | 上大岡、橫須賀中央、浦賀、三浦海岸方向 |
| 2    | 本線 | 上行 | 橫濱、京急川崎、品川、新橋方向         |

## 使用情況
2016年度1日平均上下車人次為27,991人，京急線全部72個車站當中排行第22位。
近年1日平均上下車人次與上車人次變化如下表。
| 年度               | 1日平均 上下車人次 | 1日平均 上車人次 | 來源     |
| ------------------ | ------------------ | ---------------- | -------- |
| 1980年（昭和55年） |                    | 15,230           |          |
| 1981年（昭和56年） |                    | 15,625           |          |
| 1982年（昭和57年） |                    | 15,942           |          |
| 1983年（昭和58年） |                    | 16,096           |          |
| 1984年（昭和59年） |                    | 15,307           |          |
| 1985年（昭和60年） |                    | 15,236           |          |
| 1986年（昭和61年） |                    | 15,386           |          |
| 1987年（昭和62年） |                    | 15,481           |          |
| 1988年（昭和63年） |                    | 15,712           |          |
| 1989年（平成元年） |                    | 15,953           |          |
| 1990年（平成02年） |                    | 16,868           |          |
| 1991年（平成03年） |                    | 16,899           |          |
| 1992年（平成04年） |                    | 17,200           |          |
| 1993年（平成05年） |                    | 17,345           |          |
| 1994年（平成06年） |                    | 17,403           |          |
| 1995年（平成07年） |                    | 17,061           | [ * 1 ]  |
| 1996年（平成08年） |                    | 16,370           |          |
| 1997年（平成09年） |                    | 15,806           |          |
| 1998年（平成10年） |                    | 15,847           | [ * 2 ]  |
| 1999年（平成11年） |                    | 14,946           | [ * 3 ]  |
| 2000年（平成12年） | 30,766             | 14,804           | [ * 3 ]  |
| 2001年（平成13年） | 30,483             | 14,730           | [ * 4 ]  |
| 2002年（平成14年） | 30,198             | 14,603           | [ * 5 ]  |
| 2003年（平成15年） | 30,500             | 14,789           | [ * 6 ]  |
| 2004年（平成16年） | 30,791             | 14,969           | [ * 7 ]  |
| 2005年（平成17年） | 30,199             | 14,642           | [ * 8 ]  |
| 2006年（平成18年） | 30,249             | 14,618           | [ * 9 ]  |
| 2007年（平成19年） | 29,447             | 14,456           | [ * 10 ] |
| 2008年（平成20年） | 29,315             | 14,561           | [ * 11 ] |
| 2009年（平成21年） | 28,921             | 14,329           | [ * 12 ] |
| 2010年（平成22年） | 27,876             | 13,776           | [ * 13 ] |
| 2011年（平成23年） | 27,056             | 13,387           | [ * 14 ] |
| 2012年（平成24年） | 26,652             | 13,132           | [ * 15 ] |
| 2013年（平成25年） | 26,708             | 13,150           | [ * 16 ] |
| 2014年（平成26年） | 26,753             | 13,165           | [ * 17 ] |
| 2015年（平成27年） | 27,629             | 13,614           | [ * 18 ] |
| 2016年（平成28年） | 27,991             |                  |          |

## 車站周邊
周邊是繁華街，鄰近伊勢佐木町與野毛地區。
- 東日本旅客鐵道（JR東日本）、橫濱市交通局（橫濱市營地下鐵）櫻木町站
- 横浜日之出町郵便局
- 京急store（日语：京急ストア）日之出町店
- 橫濱市立本町小學校（日语：横浜市立本町小学校）
- 橫濱市立東小學校
- 橫濱市立老松中學校（日语：横浜市立老松中学校）
- 大岡川
  - 長者橋（日语：長者橋）
- 野毛山不動尊（日语：野毛山不動尊）成田山橫濱別院（日语：成田山横浜別院延命院）
- 伊勢山皇大神宮
- 吉田新田（日语：吉田新田）天神山土取之碑
- 美空雲雀像
- 長谷川伸（日语：長谷川伸）之碑
- 港未來21
- 野毛山公園
  - 野毛山動物園
  - 中村汀女（日语：中村汀女）句碑
- 橫濱市中央圖書館
- 神奈川縣立圖書館
  - 神奈川縣立青少年中心（日语：神奈川県立青少年センター）
  - 神奈川縣立音樂堂（日语：神奈川県立音楽堂）
- WINS橫濱
- 野毛大道藝舉辦地
- 橫濱興盛座（日语：横浜にぎわい座）
- 伊勢佐木Mall（イセザキモール）
- 橫濱光音座
- 前進社（日语：前進社）神奈川支社

### 巴士路線
車站附近有日之出町站前、日之出町一丁目巴士站，可搭乘橫濱市營巴士、江之電巴士橫濱與FUJIEXPRESS。
日之出町站前
- 89：往一本松小學校
- 103：經御所山往橫濱站 / 往根岸台、往根岸站、往旭台、往本牧車庫
- 156：往Pacifico橫濱、往櫻木町站 / 往瀧頭（日语：横浜市営バス滝頭営業所）
- 292：往淺間町車庫（日语：横浜市営バス浅間町営業所）
- 江之電巴士橫濱：經櫻木町站往橫濱站 / 往栗木、往大船站

日之出町一丁目
- 134：往櫻木町站 / 經港紅十字醫院（日语：横浜市立みなと赤十字病院）往本牧元町循環

日之出町站前、日之出町一丁目是同一個巴士站。原先在橫濱市電時代稱為「日之出町一丁目」，市營巴士營運後更名為「日之出町站前」。江之電巴士橫濱在2008年7月1日也跟進改為「日之出町站前」。

## 相鄰車站
京濱急行電鐵
 本線
□早晨翼號、□京急翼號、■快特、■快特（金澤文庫站以南為特急）、■特急
通過
■機場急行
橫濱（KK37）－日之出町（KK39）－井土谷（KK42）
■普通
戶部（KK38）－日之出町（KK39）－黃金町（KK40）

## 外部連結
- 日之出町站（各站資訊） - 京濱急行電鐵